# Agabus bipustulatus
Agabus bipustulatus es una especie de escarabajo del género Agabus, familia Dytiscidae. Fue descrita científicamente por Linnaeus en 1767.

## Distribución geográfica
Es una especie de escarabajo originaria del Paleártico (incluida Europa), la región afrotropical, el Cercano Oriente y el norte de África. En Europa, se encuentra en todas partes, excepto en varios países e islas pequeñas: las islas Canarias, Tierra de Francisco José, Gibraltar, Madeira, Malta, Moldavia, Mónaco, las islas del Egeo del Norte, Nueva Zembla, San Marino, las islas Salvajes, Svalbard y Jan Mayen y Ciudad del Vaticano.